# Homalotylus albiclavatus
Homalotylus albiclavatus är en stekelart som först beskrevs av Agarwal 1970.  Homalotylus albiclavatus ingår i släktet Homalotylus och familjen sköldlussteklar. Inga underarter finns listade i Catalogue of Life.